# Агуза
Агуза (араб. العجوزة‎) — один из девяти муниципальных районов, образующих город Гиза, являющийся частью метрополиса Большой Каир, расположен на западном берегу реки Нил. Расположен между мостом 6 октября и мостом 15 мая и к югу от Эмбаба. Большая его часть в просторечии известна как Мохандесин, спланированное сообщество 1950-х годов, первоначально называвшееся Мадинат аль-Вакуф, разделенное на ряд профессиональных жилищных кооперативов, один из которых был для инженеров (мохандиссин). 
Египетский национальный цирк и прилегающий к нему театр воздушных шаров находятся на набережной Агуза-Корниш. Главный центр Британского совета в Египте также находится на набережной Корниш.

## История
Раньше Агуза была в основном королевским и государственным сельскохозяйственным поместьем, находившимся под вакуфом (пожертвованием) до начала 20 века, с деревнями, такими как Мит Окба, и избами (деревушками), такими как аль-Хутия. С 1930-х годов Министерство вакуфов осуществляло пилотные планы по превращению поместий в новый пригородный район Каира, поскольку Докки к югу от него процветал. В 1948 году его главный архитектор Махмуд Риад изложил окончательный план Мадинат аль-Вакуф, с участками, выставленными на продажу в том же году.
Большая часть этой застройки вместе с более мелкими застройками к югу от нее составляла район Васат (средний) в городе Гиза, прежде чем быть разделённой в 1997 году на районы Агуза (большую часть из которых составляют Мадинат аль-Вакуф/Мохандесин) и Докки (другая половина Мадинат аль-Акаф, а также другие постройки), при этом большая часть Агузы известна в просторечии как Мохандесин.

### Происхождение названия
Есть две противоречивые истории, объясняющие происхождение имени Агуза.
Во-первых, в 1940-1950-х годах пожилая женщина (агуза по-арабски) сидела на набережной Корниш и продавала кофе проезжающим мимо людям. Когда люди хотели встретиться, они говорили "Я в агузе", и название просто прижилось. Однако история не подтверждена.
Вторая, возможно, более вероятная история заключается в том, что это имя относится к Назли Ханем, жене Шериф Паши, который был премьер-министром во времена Мухаммеда Али в 1800-х годах. В возрасте 80 лет она решила построить мечеть, чтобы исполнить желание своего мужа после его смерти. Учитывая ее преклонный возраст, люди называли мечеть Аль-Агуза, что позже стало названием всего района.

### Улица Навал
После того, как дочь Абдель Рехима Паши Сабри Навал умерла в возрасте 6 лет, он назвал свой дворец (ныне Военная академия Насра) в ее честь, что привело к тому, что его улица была названа улицей Навал.

## Демография и подрайоны
В 2017 году население округа Агуза составляло 278 479 человек, из них 143 681 мужчина и 134 798 женщин.

## Примечательные места

### Больницы
- Больница Аль-Агуза[6]

### Библиотеки
- Публичная библиотека 6 октября